# Bádenské kurfiřtství
Bádenské kurfiřtství (německy Kurfürstentum Baden) byl státní útvar na jihozápadě dnešního Německa, na území historického Bádenska, v krátkém období roků 1803–1806.

## Historie
Bylo státem Svaté říše římské a vzniklo udělením kurfiřtského hlasu Bádenskému markrabství.
Za ztracená území na levém břehu Rýna bylo Bádensko roku 1803 Napoleonem bohatě odškodněno včetně získání kurfiřtského hlasu a povýšení na Bádenské kurfiřtství. Získalo dříve habsburské Breisgavsko, východní část Rýnského falckrabství, Fürstenberského knížectví a další území. Roku 1806 Bádensko přistoupilo k Rýnskému spolku, za což bylo povýšeno na velkovévodství.
Bádenské velkovévodství vzniklo v roce 1806, kdy ho Napoleon Bonaparte za pomoc (dědičně) povýšil na velkovévodství, zároveň se stalo členem Rýnského spolku. Již v roce 1803 udělil Napoleon markraběti Karlu Fridrichovi kurfiřtský hlas. Předtím bylo bádensko od 12. století rozděleno mezi větve rodu Zähringenů, ale až v roce 1771 se právě markrabě Bádenska-Durlachu Karel Fridrich Bádenský rozhodl přijmout titul markraběte Bádenského a postupně sjednotit Bádensko včetně okolních biskupství což se mu definitivně povedlo mezi lety 1805–1810.